# ستيفان ليزلي
ستيفان ليزلي (23 أكتوبر 1987 بريتشموند في كندا - ) هو لاعب كرة قدم كندي في مركز الوسط. شارك مع منتخب كندا تحت 17 سنة لكرة القدم. أما مع النوادي، فقد لعب مع Vancouver Whitecaps FC Residency ‏ وفانكوفر وايتكابس (نادي كرة قدم) وFraser Valley Mariners ‏ وSurrey United SC ‏.

## وصلات خارجية
- ستيفان ليزلي على موقع قاعدة بيانات كرة القدم.إي يو (الإنجليزية)